# Janolus comis
Janolus comis är en snäckart som beskrevs av Er. Marcus 1955. Janolus comis ingår i släktet Janolus och familjen Janolidae. Inga underarter finns listade i Catalogue of Life.